# Oginski
Ogiński ist ein polnisch-litauischer Familienname.

## Namensträger
- Grzegorz Antoni Ogiński (1654–1709), polnisch-litauischer Hetman und Generalgouverneur des Herzogtums Samogitien
- Michał Kazimierz Ogiński (1731–1799), polnisch-litauischer Adliger, Künstler
- Michał Kleofas Ogiński (1765–1833), polnisch-litauischer Komponist, Politiker und Diplomat
- Kathrin Oginski (1926–2009), österreichische Schauspielerin